# 所木駅
所木駅（ところぎえき）は、広島県安芸高田市高宮町船木上所木にあった、西日本旅客鉄道（JR西日本）三江線の駅（廃駅）である。三江線の廃止に伴い、2018年（平成30年）4月1日に廃駅となった。

## 歴史
- 1956年（昭和31年）7月10日：隣の信木駅と同時に、三江南線（当時）の船佐駅 - 式敷駅間に新設開業[1]。気動車の旅客のみを取り扱う駅員無配置駅[2]。
- 1975年（昭和50年）8月31日：当駅を含む江津駅 - 三次駅間が全通したため三江南線が三江線の一部となり、当駅もその所属となる。
- 1987年（昭和62年）4月1日：国鉄分割民営化により、西日本旅客鉄道に承継[1]。
- 2018年（平成30年）4月1日：三江線の全線廃止に伴い、廃駅となる。

## 駅構造
三次方面に向かって右側に、単式ホーム1面1線を有する地上駅（停留所）であった。浜田鉄道部が管理する無人駅であり、待合室を兼ねた駅舎がホーム上にあった。三次寄りの出入口から、直接ホームに入る形状になっていた。自動券売機等は設置されなかった。
廃駅から約2年間（2020年（令和2年）2月頃から4月頃まで）は、旧駅舎（待合室）やホームなどの施設が、廃駅当時のまま残存していた（ただし、ホーム上の駅名板は取り外されていた）。しかし、2021年（令和3年）3月末日時点では旧駅舎（待合室）などが取り壊され、ホームと駅付近の線路が残るのみとなっている。

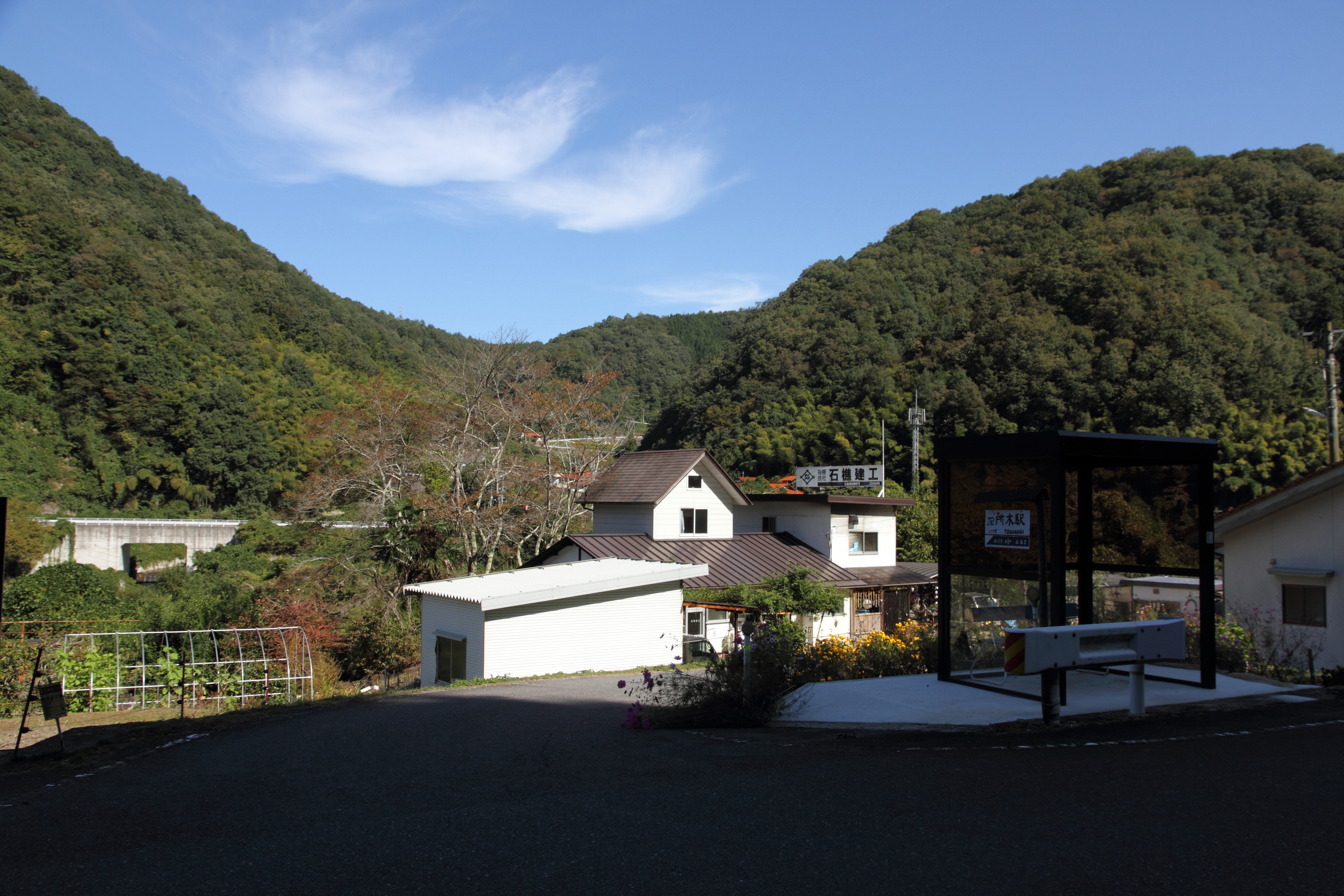
廃線後の駅入口（2019年10月）
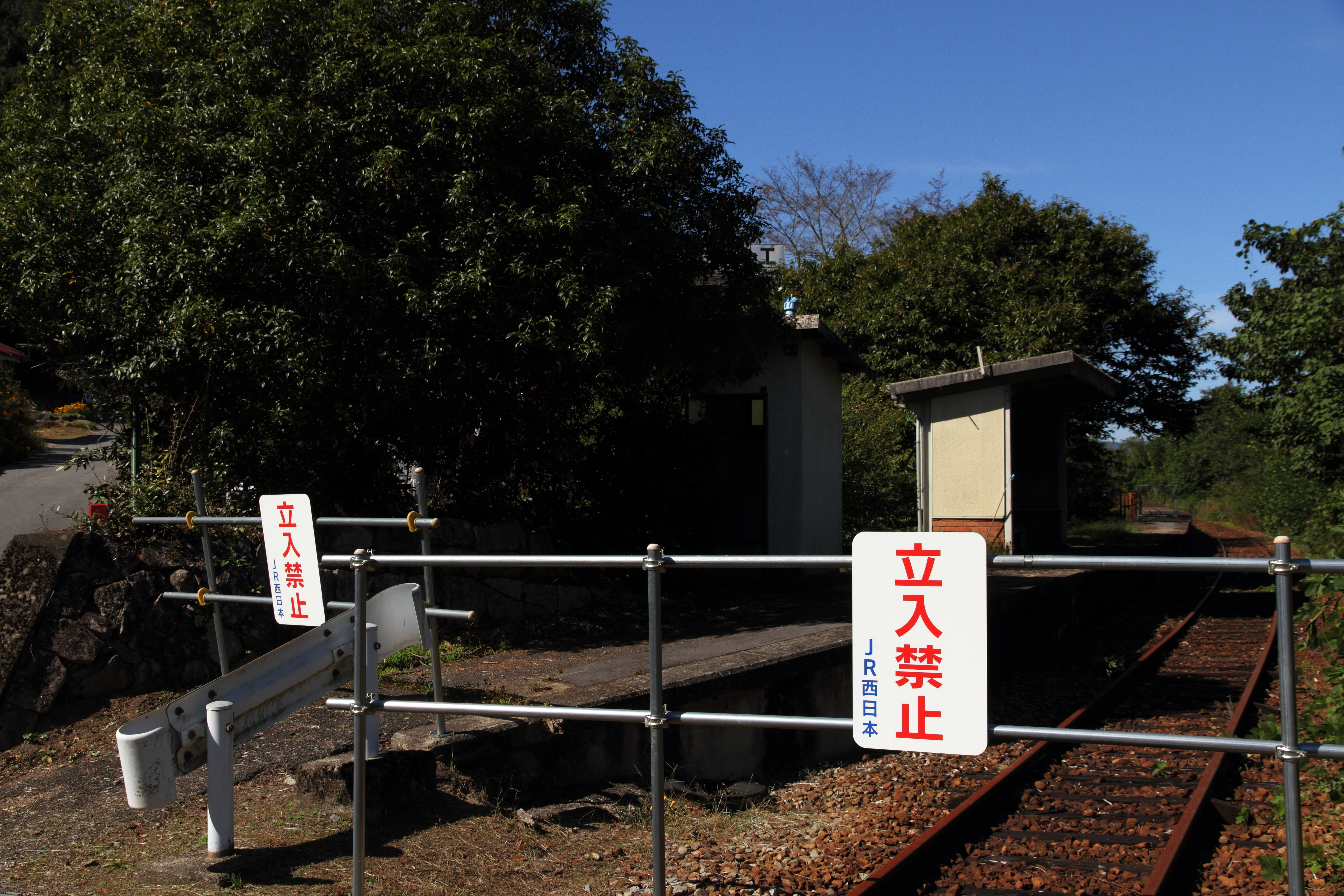
廃線後の駅構内（2019年10月）

## 利用状況
1日平均の乗車人員は以下の通り。
| 年度               | 1日平均 乗車人員 | 出典        |
| ------------------ | ---------------- | ----------- |
| 2002年（平成14年） | 3                | [ 3 ]       |
| 2003年（平成15年） |                  |             |
| 2004年（平成16年） |                  |             |
| 2005年（平成17年） | 1                | [ 4 ]       |
| 2006年（平成18年） | 1                | [ 4 ]       |
| 2007年（平成19年） | 1                | [ 4 ]       |
| 2008年（平成20年） |                  |             |
| 2009年（平成21年） |                  |             |
| 2010年（平成22年） | 0                | [ 5 ]       |
| 2011年（平成23年） | 0                | [ 5 ] [ 6 ] |
| 2012年（平成24年） | 0                | [ 5 ] [ 6 ] |
| 2013年（平成25年） | 0                | [ 5 ] [ 6 ] |
| 2014年（平成26年） | 1                | [ 5 ] [ 6 ] |
| 2015年（平成27年） | 2                | [ 5 ] [ 7 ] |
| 2016年（平成28年） | 2                | [ 6 ]       |
| 2017年（平成29年） | 1                | [ 6 ]       |

## 駅周辺

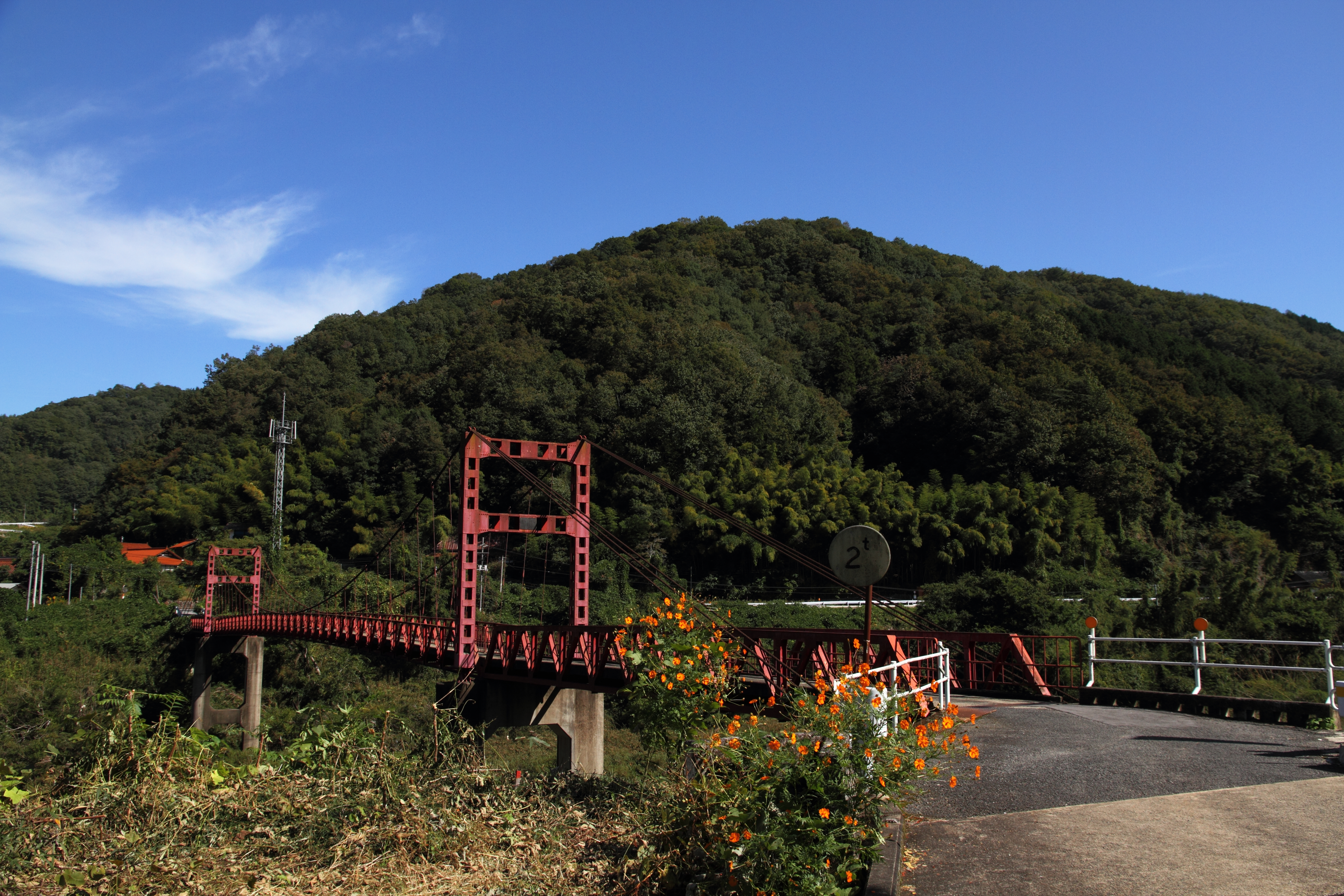
駅付近、江の川に架かる橋（2019年10月）

- 国道375号
- 広島県道112号三次江津線
- 江の川

## バス路線
三江線の代替路線として次のものがある（2018年4月1日現在）。
- お太助バス式敷三次線（芸北タクシー、ニコニコタクシー）所木停留所（県道112号）[8][9]：90m（徒歩1分）
- 君田交通川の駅三次線 唐香停留所（国道375号）：290m（徒歩3分）

## その他
- 三江線活性化協議会により、石見神楽の演目名にちなんだ「玉藻の前」の愛称が付けられていた[10]。
- 「ところ」とは、「野老」のことで、山芋科の蔓草多年草である。薬用であり、またひげ根のついた根茎を、老人のひげにたとえ、長寿を祝うため正月の飾りに用いる。地名はこの草に由来するものらしい[11]。

## 隣の駅
西日本旅客鉄道（JR西日本）
 三江線
信木駅 - 所木駅 - 船佐駅